# Барон, Митье
Митье Барон (нидерл. Mietje Baron, 5 февраля 1908 — 23 июля 1948) — нидерландская пловчиха и прыгунья в воду, призёр Олимпийских игр.

## Биография
Родилась в 1908 году в Роттердаме. В 1924 году приняла участие в Олимпийских играх в Париже, но была дисквалифицирована на дистанции 200 м брассом, а в эстафете 4×100 м вольным стилем нидерландская сборная заняла 6-е место. В 1928 году на Олимпийских играх в Амстердаме завоевала серебряную медаль на дистанции 200 м брассом, а на соревнованиях по прыжкам в воду стала 4-й в прыжках с 10-метровой вышки. В 1929 году завершила спортивную карьеру.